# Noord-Amerikaanse Cordillera

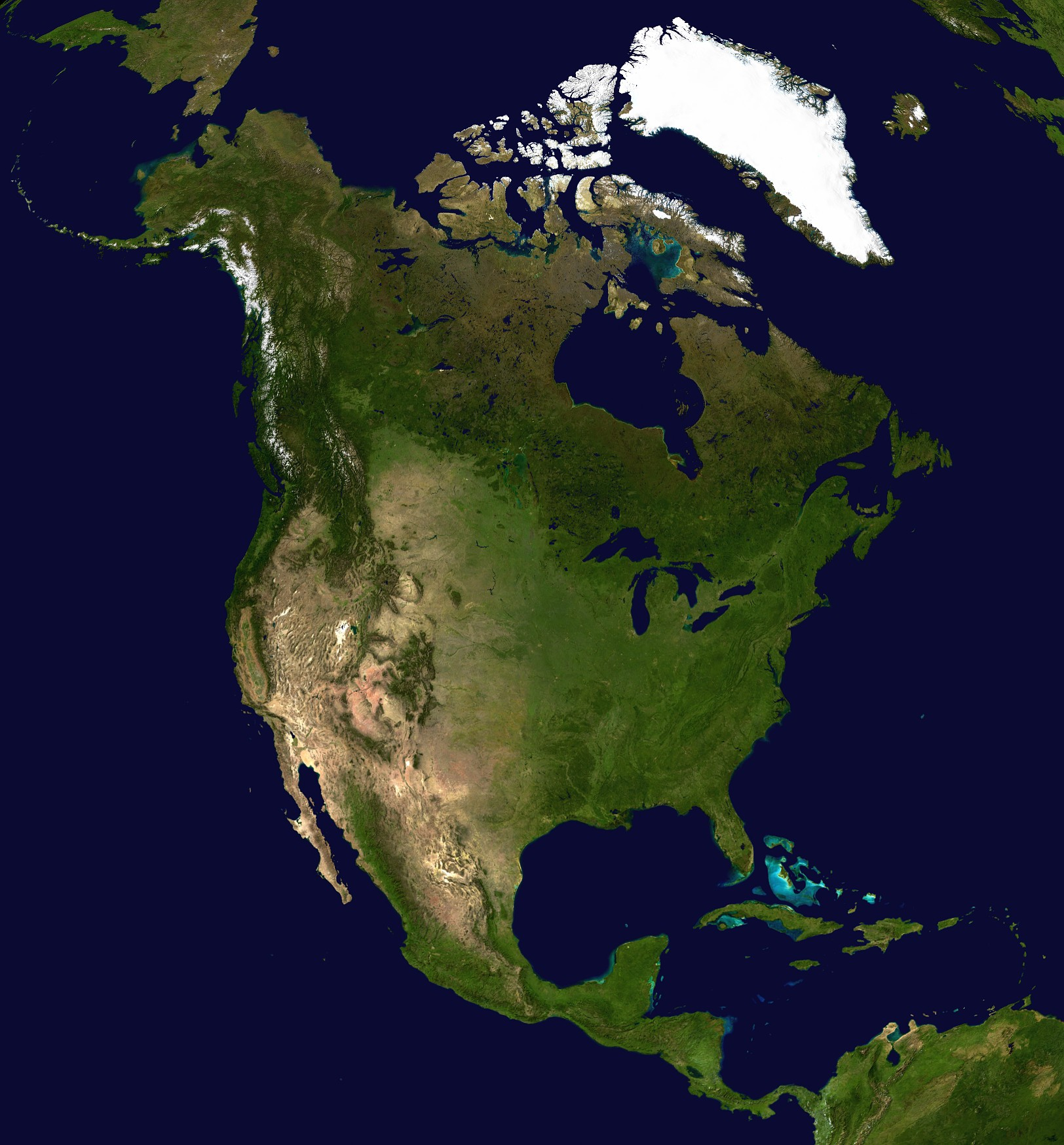
Satellietbeeld van Noord-Amerika, waarop te zien is dat de westelijke rand van het continent bestaat uit een afwisseling van gebergten en intramontane bekkens.

De Noord-Amerikaanse Cordillera (Engels: Western Cordillera, North American Cordillera of Pacific Cordillera) is een verzamelnaam voor diverse gebergtes en de tussen gelegen intramontane bekkens in het westen van Noord-Amerika. Deze cordillera omvat het grootste gedeelte van Noord-Amerika ten westen van de Great Plains en strekt zich uit van het noorden van Alaska tot in het zuiden van Mexico.

## Deelketens
De Noord-Amerikaanse Cordillera begint in het noorden met de Aleutian Range en het Alaska-schiereiland van het zuidwesten van Alaska. Deze bergketens gaan in het noordoosten over in het Alaskagebergte met de Denali, de hoogste berg van Noord-Amerika (6194 m). De Alaska Range vormt van west naar oost een boog door het zuiden van Alaska. Parallel eraan lopen de Kuskokwin Mountains en de Brooks Range verder naar het noorden. In het zuidoosten gaan de gebergten van Alaska over in de Saint Elias Mountains langs de kust en de Mackenzie Mountains landinwaarts in Yukon (Canada). Deze bergketens hebben een noordwest-zuidoostelijke oriëntatie. De Saint Elias Mountains gaan in het zuidoosten over in de Coast Mountains van British Columbia. Landinwaarts liggen parallel aan de Coast Mountains de Rocky Mountains, die van de Canadese provincies British Columbia en Alberta tot de Amerikaanse staten Idaho, Montana, Wyoming, Colorado, Utah en New Mexico lopen. 
In de Verenigde Staten lopen van noord naar zuid langs de kust de Pacific Coast Ranges. Parallel aan deze lagere keten lopen in het noorden de hogere Cascades, die in het noorden van Californië overgaan in de Sierra Nevada. In Californië worden de Pacific Coast Ranges van de Cascades en Sierra Nevada gescheiden door de Central Valley. Deze worden op hun beurt door het Great Basin en het Interior Plateau gescheiden van de Rocky Mountains. In het zuiden gaan de Sierra Nevada en Rocky Mountains min of meer over in het Colorado Plateau.
In Mexico wordt de cordillera minder breed. De lagere keten van het schiereiland Neder-Californië wordt van de hogere Sierra Madre Occidental gescheiden door de Golf van Californië. De Sierra Madre Occidental loopt van het noordwesten naar het zuidoosten door Mexico en eindigt ten noorden van Mexico-Stad. Het zuiden van Mexico wordt gedomineerd door de oost-west lopende Sierra Madre del Sur. Deze loopt in het oosten uit op de Istmo de Tehuantepec, waarna het gebergte langs de kust gewoon Sierra Madre genoemd wordt. Deze keten loopt in het zuidoosten door tot in Guatemala, Honduras en Nicaragua.